# 那哈乡
那哈乡，是中华人民共和国云南省普洱市墨江哈尼族自治县下辖的一个乡镇级行政单位。

## 行政区划
那哈乡下辖以下地区：
那哈村、格牙村、珠街村、那苏村和牛红村。

## 中国传统村落
2012年，牛红村委勐嘎村被评为首批“中国传统村落”。